# Юдомо-Майское нагорье
Ю́домо-Ма́йское наго́рье — горный хребет на Дальнем Востоке России на территории Хабаровского края и Якутии в бассейне рек Юдома и Мая. На склонах до высоты 1000 метров лиственничная тайга, выше — кедровый стланик. Высота до 2213 м, в среднем 800 — 1200 м. Основные породы — песчаник, глинистые сланцы.